# Metroverlag
Der Metroverlag ist ein österreichischer Buchverlag mit Sitz im Hochhaus Herrengasse im 1. Wiener Gemeindebezirk Innere Stadt.

## Geschichte
Der Verlag wurde 2005 von Kurt und Sibylle Hamtil gegründet. Ausgehend von einem in New York entdeckten Stadtführer für New Yorker erschienen 2006 die ersten Bücher der programmatischen Reihe Wienfacetten. Seither publiziert der Metroverlag Bücher, die österreichische – und speziell Wiener – Kulturgeschichte vermitteln. Eines der ersten Bücher außerhalb der Reihe Wienfacetten war das 2007 erschienene Warum ein Mann gut angezogen sein soll. Enthüllendes über offenbar Verhüllendes, eine Sammlung von Texten von Adolf Loos, und der Folgeband Wie man eine Wohnung einrichten soll: Stilvolles über scheinbar Unverrückbares. Mit dem Titel Kalbsschnitzel Casa Mahler – einem wienerischen Kochbuch aus der Rezeptsammlung berühmter Persönlichkeiten von Ludwig Karpath – wendete sich der Verlag erstmals der Wiener Genussgeschichte zu.
Im Herbst 2009 startete der Metroverlag die neue Reihe Wiener Kostbarkeiten. Publiziert werden wiederentdeckte und mitunter völlig unbekannte Texte bekannter Wiener Autoren, wie etwa Peter Altenberg und Ludwig Hevesi.

## Bücher
Im Metroverlag erscheinen Bücher zur Wiener Kunst- und Kulturgeschichte. Auch die belletristischen Titel haben als verbindendes Element Wien – entweder als Ort der Handlung oder als Lebensmittelpunkt der Autoren.
Das persönliche Interesse der beiden Verleger an jüdischer Geschichte und vor allem auch an der aktuellen Situation der in Wien lebenden Juden und an den zeitgenössischen jüdischen Spuren in Kunst, Kultur und Kulinarik war ausschlaggebend dafür, dass sich auch jüdische Themen zu einem Programmschwerpunkt entwickelt haben. In Zusammenarbeit mit dem Jüdischen Museum Wien hat der Verlag Kataloge zu Ausstellungen publiziert.